# Up (filme)
Up (bra: Up: Altas Aventuras; prt: Up: Altamente) é um filme de animação estadunidense dos gêneros comédia dramática e aventura sendo o décimo longa-metragem de animação produzida pelos estúdios Pixar, tendo sua estreia nos Estados Unidos em 29 de maio de 2009 pela Walt Disney Pictures. É o segundo longa-metragem do estúdio a ser dirigido por Pete Docter e o décimo-primeiro filme da Disney a ser apresentado em Disney Digital 3-D.
O enredo segue as aventuras que Carl Fredericksen, um idoso viúvo que sonha em se mudar para o Paraíso das Cachoeiras na Venezuela, enfrenta ao conhecer Russell, um garoto escoteiro amante da natureza com seu sonho de protegê-la; Muntz, o explorador difamado buscando restabelecer sua reputação; Kevin, uma ave tropical; e Dug, um golden retriever falante.
Com uma receita mundial de US$ 735 milhões, o filme obteve a quarta maior bilheteria da Pixar, atrás apenas de Monsters University, Finding Nemo e Toy Story 3. Up recebeu cinco indicações ao Oscar e ganhou duas: Melhor Filme de Animação e Melhor Trilha-Sonora; tornou-se a segunda animação (depois de Beauty and the Beast) a ser indicada ao Oscar de Melhor Filme e a primeira da Pixar a fazê-lo.

## Enredo
Carl Fredericksen é um menino de 10 anos que ama aventuras e tem como ídolo Charles Muntz, um explorador que foi chamado de fraude depois de mostrar um esqueleto de uma ave gigante, considerado falso pelos cientistas. Muntz decide então ir ao Paraíso das Cachoeiras na Venezuela e tem como objetivo levar a ave ainda viva para a civilização, para que sua reputação seja restabelecida. Para isto, ele se manteve na Venezuela por várias décadas procurando a ave. Carl conhece Ellie, uma menina da sua idade e que também é fã de Charles Muntz, e tem como grande sonho montar um clube e colocar sua sede no Paraíso das Cachoeiras. Eles se casam e correm atrás do grande sonho, no entanto, imprevistos acontecem frequentemente e os forçam a adiar os planos. Quando Carl finalmente consegue comprar passagens para o Paraíso das Cachoeiras, Ellie acaba falecendo, deixando Carl sozinho e deprimido.
Com o passar dos anos a cidade cresce em volta da casa de Carl, que se recusa a vendê-la para a construção de um prédio. Após agredir acidentalmente um trabalhador da construção civil, Carl é condenado pela justiça a se mudar para um asilo. Ele quer manter a promessa de Ellie, e realizar o sonho de ambos, então inventa um esquema com seu velho material profissional para criar um dirigível improvisado com milhares de balões de gás, que arranca a casa fora de suas bases para sair flutuando céu afora. Russell, um escoteiro que pretende ganhar a medalha de mérito por ajudar um idoso, havia voltado para a varanda depois de ser despistado por Carl no dia anterior para procurar uma narceja (Pássaro da América do Sul, que não existe próximo da casa de Carl. Ele fez isso para livrar-se do garoto).
Depois de uma forte tempestade eles aterrissam num planalto perto do Paraíso das Cachoeiras. Com o peso da casa sustentado pelos balões, os dois começam a puxar a casa, circulando o planalto para chegar ao seu destino. Contudo, precisam se apressar, pois o gás dos balões vai se acabar dentro de três dias. Enquanto caminham para as cachoeiras, Russell encontra uma ave tropical gigante e colorida, que pensa ser a narceja e a nomeia como Kevin (Não percebendo que o pássaro na verdade é uma fêmea). Mais adiante o trio conhece Dug, um cachorro da raça golden retriever com uma coleira que permite traduzir seus pensamentos. O cão tem interesse em levar Kevin consigo para ser aceito por seus amigos. Descobrem também que seu dono é Muntz, o grande explorador difamado, seu herói de infância e também de sua esposa. Nesse momento, Carl fica muito emocionado.
Mas a emoção de Carl acaba quando ele percebe que Muntz ficou louco devido a sua obsessão com o pássaro, chegando a matar pessoas que ameaçam seus planos. Logo é revelado que a tal ave procurada por Muntz é Kevin. Carl tenta fugir com Russell para salvar Kevin (Que se fere gravemente na ocasião), então todos eles conseguem escapar com a ajuda de Dug. Não demora muito para Muntz e seus cães de caça chegarem em seu dirigível "Spirit of Adventure" ("Espírito de Aventura", em português) guiados por um dispositivo de rastreamento na coleira de Dug. Muntz coloca fogo na casa de Carl e captura Kevin. Carl consegue salvar sua casa do fogo e a estabelece no Paraíso das Cachoeiras, assim como Ellie sempre desejou, mas perde o respeito de Russell por deixar Kevin ser capturada, e acaba discutindo com o garoto e com Dug, culpando o cão por todo o transtorno.
Carl revê o livro de aventuras de Ellie e tem lembranças da sua vida ao lado dela. No final do livro, junto com a última foto, ele encontra um agradecimento escrito por ela, que o encoraja a seguir uma nova aventura sem ela. Revigorado pelo último desejo da esposa, vai procurar Russell, ainda a tempo de vê-lo fugindo para tentar resgatar Kevin. Carl alivia o peso retirando seus móveis, permitindo que a casa flutue novamente até o dirigível de Muntz, e no meio do caminho se alegra ao descobrir que Dug estava na casa para ajudá-lo, e ambos se reconciliam. Russell consegue entrar no dirigível através de uma janela, mas é capturado pelos cães de caça. Russell amarrado e arremessado para fora, mas Carl o salva no último instante o mantém em casa enquanto vai com Dug atrás de Kevin. Carl e Dug distraem os cães para longe de Kevin para libertá-la e iniciar uma nova fuga. Carl e Muntz fazem um duelo (Muntz com uma espada e Carl com sua bengala) enquanto Dug é capaz de tomar a liderança da matilha dos cães, virando o novo alfa, após prender Alpha no timão do dirigível.
Muntz estoura muitos dos balões com um rifle, mas Carl consegue atrair Kevin para fora da casa (levando junto Dug e Russell, que se seguraram nela) para todos poderem fugir, antes de verem a casa lentamente cair à deriva. Muntz, para seu azar, prende o pé nas amarras dos balões e cai do dirigível enquanto tentava recapturar Kevin. Eles pilotam o Espírito de Aventura e levam Kevin de volta a seus filhotes. Carl, Russell e Dug voltam para a civilização. Dug passa a viver com Carl, e o resto dos cães encontram um novo dono. No dia de honra ao mérito, o pai de Russell não comparece, então Carl cumpre esse papel com o orgulho de entregar sua própria medalha: uma tampinha de refrigerante que Ellie lhe deu no dia que se conheceram. Carl se revigorou tanto em sua aventura que decidiu tornar-se um voluntário no grupo de escoteiros, mantendo um forte vínculo com Russell, assim como um pai para o garoto. Sua casa, por sorte, pousou exatamente onde Ellie sempre desejou: sobre o Paraíso das Cachoeiras.

## Elenco
- Edward Asner como Carl Fredricksen. No Brasil, Chico Anysio.[1] Em Portugal, Carlos Vieira de Almeida.[2]
- Christopher Plummer como Charles Muntz.
- Jordan Nagai como Russell. Em Portugal, Jasmim Castro.[2]
- Bob Peterson como Dug. Em Portugal, Rui Paulo.[2]
  - Bob também dubla o Alpha.
- Delroy Lindo como Beta.
- Jerome Ranft como Gamma.
- John Ratzenberger como Tom Mestre de Obras.
- Pete Docter como Strauch.
- David Kaye como Locutor do Jornal.
- Elizabeth "Elie" Docter como Jovem Ellie.
- Jeremy Leary como Jovem Carl.
- Mickie McGowan como Policial Edith.
- Danny Mann como Steve da Construção.
- Donald Fullilove como Enfermeiro George.
- Jess Harnell como Enfermeiro AJ.

No Brasil, o filme foi dublado pelo estúdio Delart, sediado no Rio de Janeiro.

## Produção

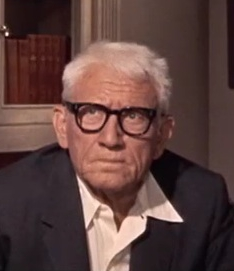
O personagem principal Carl Fredricksen é parcialmente baseado em Spencer Tracy.

### Produção
O diretor Pete Docter começou a escrever o filme Up no ano de 2004. Ele desenvolveu a fantasia de uma casa voadora com a ideia de escapar da vida quando ela se torna muito irritante, decorrente de sua dificuldade com as situações sociais em crescimento. O ator e escritor Tom McCarthy ajudou Docter e Bob Peterson a moldar a história por cerca de três meses. Docter selecionou um homem velho para o personagem principal depois de desenhar a imagem de um velho rabugento com balões sorridentes. Os dois homens pensaram que um homem velho era uma boa ideia para um protagonista, porque sentiam suas experiências e a maneira como afetavam sua visão do mundo era uma rica fonte de humor. Docter não estava preocupado com um protagonista idoso, afirmando que as crianças se relacionariam com Carl da maneira como se relacionam com os avós.
Os primeiros conceitos diferiam do filme final. A versão inicial mostrava uma cidade flutuante em um planeta alienígena povoado por criaturas parecidas com muppets, com dois irmãos competindo para herdar o reino de seu pai, e quando os irmãos caíram na Terra, encontraram um pássaro alto que os ajudou a entender um ao outro . Mas a história simplesmente não parecia funcionar corretamente, e Docter e Peterson perceberam que o elemento mais intrigante era o isolamento da cidade flutuante. No entanto, as pessoas que vivem lá consistiriam em uma comunidade inteira e, portanto, não estavam realmente isoladas. Então toda a cidade foi despojada em uma única casa voadora com apenas um único ocupante, onde balões substituíram a magia que mantinha a cidade flutuante. Depois disso, eles tiveram a ideia de usar uma pessoa idosa e acharam atraente o contraste entre o velho rabugento e os balões felizes no desenho de Docter, inspirando-os a descobrir sua história de fundo. O próximo conceito introduziu muitos dos elementos que finalmente chegaram ao filme, mas Carl e Russell fizeram a aterrissagem na casa de um dirigível espião da era soviética camuflado como uma nuvem gigante em vez de um tepui. Este conceito foi reescrito devido à sua semelhança com outra ideia que a Pixar estava desenvolvendo. Outra ideia que Docter acrescentou, depois removida, foi a fonte mágica de ovos jovens colocados pelo pássaro, a fim de explicar a discrepância de idade entre Muntz e Carl, mas eles decidiram que essa subparcela era muito perturbadora e as pessoas perdoariam a menor inconsistência. Além disso, a maior influência individual sobre Up foi The Station Agent, de Tom McCarthy.
Docter observou que o filme reflete suas amizades com os veteranos da Disney, Frank Thomas, Ollie Johnston e Joe Grant (que morreram antes do lançamento do filme e, portanto, o filme foi dedicado a eles). Grant aprovou o roteiro, bem como alguns conselhos antes de sua morte em 2005. Docter lembrou que Grant o lembraria que o público precisava de um "alicerce emocional" por causa do quão maluca a aventura se tornaria;  aqui está Carl de luto por sua esposa. Docter sentiu que a personalidade de Grant influenciou a esposa falecida de Carl, Ellie, mais do que o personagem principal ranzinza,  e Carl foi baseado principalmente em Spencer Tracy, Walter Matthau, James Whitmore e seus próprios avós, porque havia "algo de bom nisso "velhos rabugentos". Docter e Jonas Rivera notaram que a natureza encantadora de Carl, apesar de sua mal-humorada, deriva dos idosos "possuírem esse encanto e quase essa 'licença de velho' 'para dizer coisas que outras pessoas não poderiam se safar ... É como iríamos comer com Joe Grant e ele chamaria as garçonetes de 'mel'. Gostaria de poder chamar uma garçonete de ''mel''.
Docter revelou que o primeiro esboço dos cineastas tinha Carl apenas querendo se juntar a sua esposa no céu. Era quase uma espécie de missão suicida estranha ou algo assim. E obviamente isso é um problema. Quando ele fica no ar, e daí? Então, tínhamos que ter algum objetivo para ele alcançar o que ele ainda não havia alcançado. Como resultado, eles adicionaram a trama de ir para a América do Sul. O local foi escolhido devido ao amor de Docter por locais tropicais, mas também por querer um local para Carl ficar preso com uma criança devido à incapacidade de deixá-lo com uma autoridade como um policial ou assistente social. Eles implementaram um personagem infantil como uma maneira de ajudar Carl a deixar de ser "preso em seus caminhos".
Docter criou Dug porque achava que seria revigorante mostrar o que um cachorro pensa, e não o que as pessoas pensam que ele pensa. O conhecimento de comunicação canina, linguagem corporal e comportamentos de matilha para os artistas e animadores retratarem esses pensamentos veio do consultor Dr. Ian Dunbar, veterinário, comportamentalista de cães e treinador. A ideia para a voz de Alpha derivava de pensar no que aconteceria se alguém quebrasse um toca-discos e ele sempre tocasse em um tom alto. Russell foi adicionado à história em uma data posterior a Dug e Kevin; sua presença, assim como os trabalhadores da construção, ajudou a tornar a história menos "episódica".
O relacionamento de Carl com Russell reflete como "ele não está realmente pronto para o turbilhão de uma criança, como poucos de nós". Docter acrescentou que ele via Up como um conto de "amadurecimento" e uma "história de amor inacabada", com Carl ainda lidando com a perda de sua esposa. Ele citou inspiração de Casablanca e A Christmas Carol, que são histórias de "ressurreição" sobre homens que perdem alguma coisa e recuperam o propósito durante sua jornada. Docter e Rivera citaram inspirações em Muppets, Hayao Miyazaki, Dumbo e Peter Pan. Eles também viram paralelos com The Wonderful Wizard of Oz e tentaram fazer o filme não ficar muito parecido. Há uma cena em que Carl e Russell transportam a casa flutuante pela selva. Um funcionário da Pixar comparou a cena a Fitzcarraldo, e Docter assistiu ao filme A Missão para mais inspiração. O personagem Charles Muntz vem de Howard Hughes e Errol Flynn.

### Animação

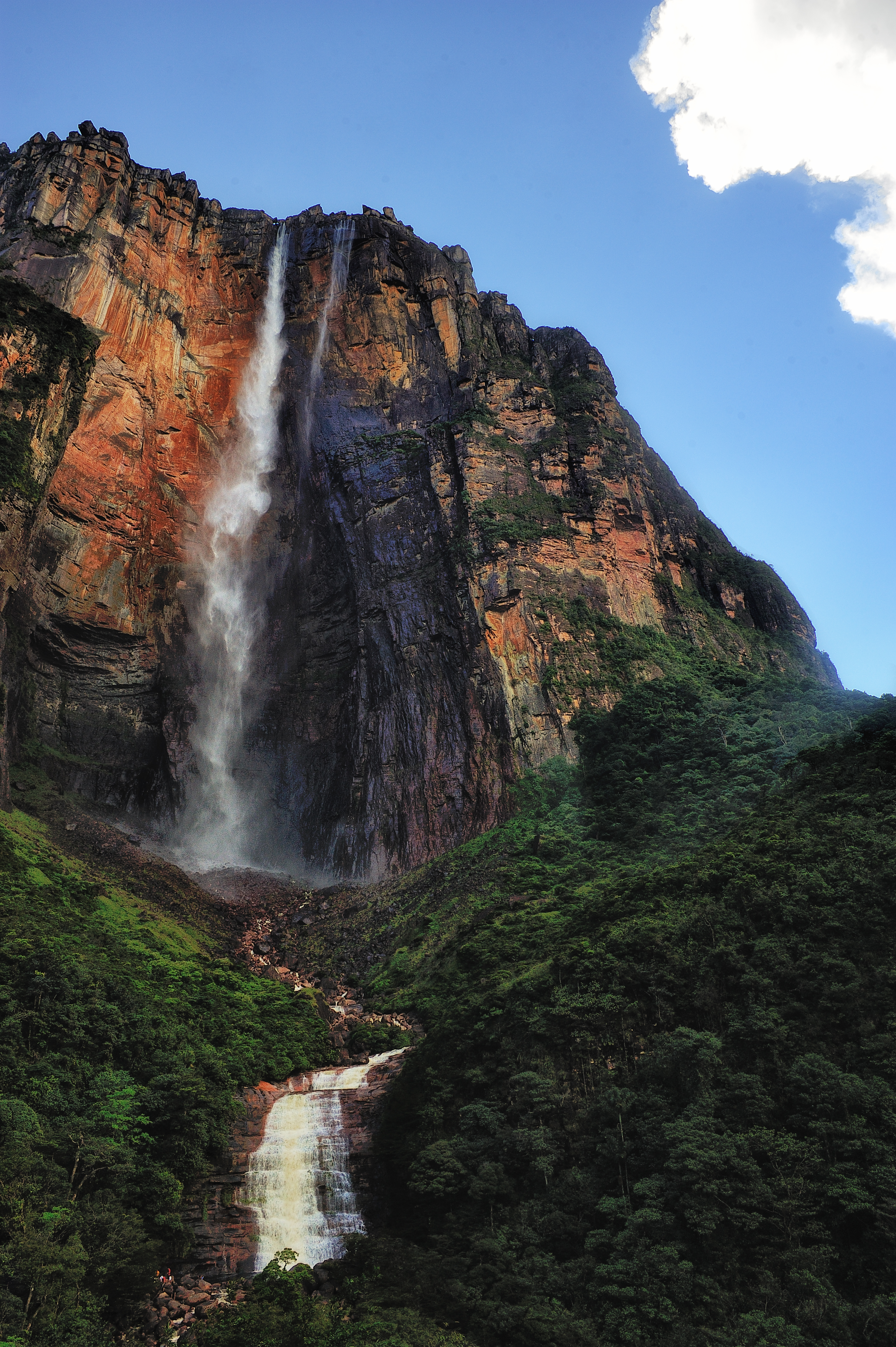
Salto Ángel, cenário do filme, retratado como "Paraíso das Cachoeiras".

Considerando que este filme foi um dos mais visuais em animação para os estúdios pioneiros da Pixar, toda a equipe de produção viajou por várias partes do mundo para descobrirem as variadas transformações no tempo, deformações em rochas e partes de gramas bem nítidas. E em um desses 'passeios de pesquisa', a equipe visitou o estado brasileiro de Roraima, para ver como funciona parte das deformações de pedras e ver por perto uma selva, que em um momento do filme, é mostrado bem visivelmente. Além disso, foram preciso vários meses de testes para se desenvolver alguma técnica para manter mais de 2 milhões de balões presos a uma casa. Para a realização de algumas cenas em que vemos nitidamente os balões de gás sobre a casa, a equipe de animação buscou compreender a relação entre vento e peso, na intenção de acertar no número de balões necessários à sustentação de uma casa como a do personagem central.
Docter transformou a Venezuela no cenário do filme depois que Ralph Eggleston lhe deu um vídeo das montanhas tepui do Parque Nacional Canaima; tepuis foram apresentados anteriormente em outro filme da Disney, Dinosaur. Em 2004, Docter e onze outros artistas da Pixar passaram três dias chegando a Monte Roraima de avião, de jipe e de helicóptero. Eles também passaram três noites lá pintando e desenhando, e encontrando formigas, mosquitos, escorpiões, sapos e cobras. Eles então voaram para Matawi Tepui e subiram para Angel Falls. Docter achava que "não poderíamos usar as rochas e plantas que vimos. A realidade está tão distante, se a colocarmos no filme, você não acreditaria". As criaturas do filme também foram um desafio para o design, porque tinham que se encaixar no ambiente surreal dos tepuis, mas também tinham que ser realistas, porque essas montanhas existem na vida real. Os cineastas visitaram o zoológico de Sacramento para observar um monal do Himalaia na animação de Kevin. Os animadores projetaram Russell como asiático-americano e modelaram Russell com Peter Sohn, um storyboarder da Pixar que dublou Emile em Ratatouille e dirigiu o curta Partly Cloudy, por causa de sua natureza energética.
Enquanto a Pixar geralmente projeta seus personagens para serem caricaturados, Carl era ainda mais, tendo apenas pelo menos três cabeças de altura. Ele não recebeu características de idosos, como manchas no fígado ou cabelos nos ouvidos, para mantê-lo atraente, mas também lhe deu rugas, marcas no nariz, um aparelho auditivo e uma bengala para fazê-lo parecer idoso. Docter queria dar uma sensação estilizada, principalmente da maneira como a cabeça de Carl é proporcionada: ele tem uma aparência quadrada para simbolizar sua contenção em sua casa, enquanto Russell é arredondado como um balão. O desafio de Up era fazer com que esses personagens estilizados parecessem naturais, embora Docter tenha observado que o efeito foi melhor do que animar os humanos realistas de Toy Story, que sofria do "vale misterioso". Os cartunistas Al Hirschfeld, Hank Ketcham e George Booth influenciaram os desenhos humanos. Simular tecidos realistas em humanos caricaturados foi mais difícil do que criar os 10.000 balões voando pela casa. Novos programas foram feitos para simular o tecido e as penas iridescentes de Kevin. Para animar as pessoas idosas, os animadores da Pixar estudavam seus próprios pais ou avós e também assistiam imagens das Olimpíadas Seniores. Os diretores tinham várias regras para os movimentos de Carl: ele não podia girar a cabeça mais de 15 a 20 graus sem girar o tronco também, nem levantar os braços.  No entanto, eles também queriam que ele se tornasse mais flexível perto do final do filme, transformando-o em um "herói de ação".
Um diretor técnico descobriu que, para fazer a casa de Carl voar, ele precisaria de 23 milhões de balões, mas Docter percebeu que esse número fazia os balões parecerem pequenos pontos. Em vez disso, os balões criados foram feitos para ter o dobro do tamanho de Carl.  Existem 10.927 balões para fotos da casa voando, 20.622 balões para a sequência de decolagem e um número variável em outras cenas.

## Lançamento e recepção

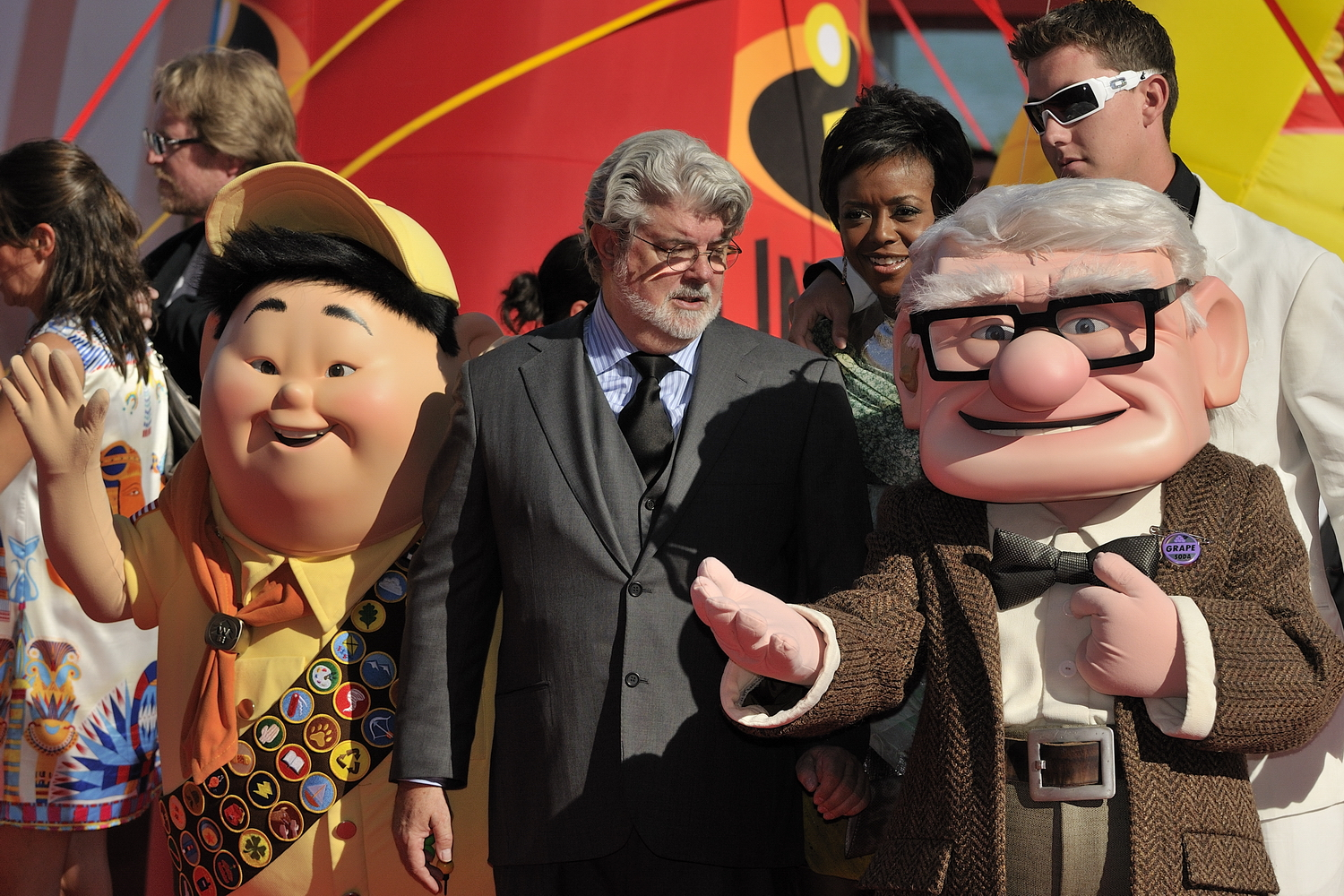
George Lucas com os protagonistas do filme no 66º Festival Internacional de Cinema de Veneza, em setembro de 2009.

Quando o filme foi exibido no El Capitan Theatre em Hollywood, Califórnia, de 29 de maio a 23 de julho de 2009, foi acompanhado por Lighten Up!, um show ao vivo com personagens da Disney. Outros vínculos incluíam livros infantis como My Name is Dug, ilustrado pelo roteirista Ronnie del Carmen. Apesar do histórico da Pixar, a Target Corporation e o Walmart estocaram poucos itens da Up, enquanto o colaborador regular da Pixar, Thinkway Toys, não produziu mercadorias, alegando que sua história é incomum e seria difícil de promover. A Disney reconheceu que nem todos os filmes da Pixar teriam que se tornar uma franquia. Os parceiros promocionais incluem Aflac, NASCAR e Airship Ventures, enquanto Cluster Balloons promoveu o filme com uma réplica do sofá de Carl erguida por balões de ar quente para os jornalistas se sentarem.
Antes da data de lançamento mundial do filme, a Pixar concedeu um desejo de Colby Curtin, de dez anos, de vê-lo antes de morrer. Colby tinha uma forma rara de câncer vascular e estava doente demais para ir ao teatro.  Um funcionário da Pixar voou para a casa dos Curtins com um DVD do filme final e exibiu para ela e sua família. Curtin morreu sete horas depois, às 21h20, logo após assistir ao filme.

O diretor Pete Docter pretendia que o público entendesse um ponto específico do filme, dizendo:
Basicamente, a mensagem do filme é que a verdadeira aventura da vida é o relacionamento que temos com outras pessoas, e é tão fácil perder de vista as coisas que temos e as pessoas que estão ao nosso redor até que elas se acabem.  Na maioria das vezes, eu realmente não percebo a sorte que tive por conhecer alguém até que eles se mudassem ou falecessem.  Então, se você pode acordar um pouco e dizer: "Uau, eu tenho coisas muito legais ao meu redor todos os dias", então é sobre isso que o filme é. 
A Disney Brasil divulgou um pouco antes do final do ano de 2008 o título oficial brasileiro do filme: Up - Altas Aventuras. Além de publicar o título nacional do filme, a Disney ainda confirmou que a data de estreia do filme em todos os cinemas nacionais aconteceria no dia 4 de setembro de 2009, três meses após o lançamento original nos Estados Unidos.

### Bilheteria
Up ganhou US$ 293 milhões nos Estados Unidos e Canadá e US$ 442,1 milhões em outros países, num total mundial de US$ 735,1 milhões. Em todo o mundo, foi o sexto filme de maior bilheteria de 2009, o quarto de maior bilheteria da Pixar, o 92º de maior bilheteria e o 15º de animação com maior bilheteria.
Nos Estados Unidos e no Canadá, Up é o 59º filme com maior bilheteria antes da inflação, o décimo filme com maior bilheteria da Disney, o sétimo filme em 3D com maior bilheteria, o sexto com maior bilheteria, o filme animado de maior bilheteria, o quinto filme de bilheteria com maior bilheteria de 2009 e o quarto filme da Pixar com bilheteria com maior bilheteria. No fim de semana de abertura, teve um desempenho mais forte do que os analistas esperavam, ocupando o primeiro lugar com US $ 68.108.790. Esta é a quarta abertura de maior bilheteria da Pixar e a terceira maior abertura pós-Memorial Day. Ele estabeleceu um recorde para as bilheterias de abertura do fim de semana originadas de exibições em 3D com US$ 35,4 milhões (superadas pela primeira vez pelo Avatar). A audiência do fim de semana de abertura era de 53% de mulheres e 47% de menores de 17 anos. O filme experimentou pequenas desistências nos finais de semana subsequentes, mas perdeu o primeiro lugar na The Hangover.
Fora dos EUA e do Canadá, é o 43º filme com maior bilheteria, o décimo filme de animação com maior bilheteria, o quinto filme com maior bilheteria em 2009, e o terceiro filme da Pixar com maior bilheteria.  Ficou no topo das bilheterias no exterior por três finais de semana consecutivos e por quatro no total. Seus finais de semana de maior bilheteria foram registrados na França e na região do Magrebe (US$ 8,88 milhões); Reino Unido, Irlanda e Malta (US$ 8,44 milhões) e Japão (US$ 7,24 milhões). Esses três também foram os países com maior receita em ganhos totais. Entre os principais países, foi o filme de animação com maior bilheteria de 2009 apenas na Espanha (US$ 37,1 milhões), Austrália (US$ 25,3 milhões)  e Coreia do Sul (US$ 6,32 milhões).
O filme estreou no topo da bilheteria brasileira, com R$ 3,7 milhões e um total de 347 mil espectadores. Terminou o ano com R$ 19 404 498 de faturamento e 2 045 498 espectadores. Em Portugal, o filme estreou em 13 de Agosto com o título Up - Altamente!, liderando o ranking com 865 681 € e 148 861 espectadores; mais tarde fechou 2009 como segunda maior bilheteria do ano, atrás de Ice Age: Dawn of the Dinosaurs.

### Crítica
Up tem aclamação por parte da crítica profissional. Com uma taxa de aprovação de 98% com base em 278 críticas, o Rotten Tomatoes chegou ao seguinte consenso: "Outra obra magistral de arte da Pixar, Up é uma aventura emocionante, divertida, sincera e impecavelmente trabalhada com humor e profundidade". O Metacritic (que usa uma média ponderada para avaliar os filmes) atribuiu a Up uma pontuação de 88 de 100 com base em 37 críticas, indicando "aclamação universal". O público entrevistado pelo CinemaScore deu ao filme uma rara nota média "A+" em uma escala de "A+" a "F".
O crítico de cinema Roger Ebert deu ao filme quatro de quatro estrelas em sua crítica ao jornal Chicago Sun-Times e chamou Up de "um filme maravilhoso". O The Hollywood Reporter elogiou o filme como "cintigante, comovente e sem dúvida o esforço mais engraçado da Pixar de todos os tempos, esta aventura maravilhosamente renderizada e de alto voo é uma destilação organizada de noventa minutos de todos os toques exclusivos que vieram antes dele". Embora o San Francisco Chronicle tenha notado que o filme "contém muitos trechos enfadonhos de frenético estúpido e interação branda dos personagens", o jornal também declarou que há cenas em Up de "tal beleza, economia e sabedoria poética que pertencem a qualquer antologia de grandes momentos do cinema". A revista Variety entusiasmou-se com o fato de "Up ser um filme excepcionalmente refinado; ao contrário de tantos filmes de animação, não se trata apenas de bombardeio sensorial e volume... Não é novidade que ninguém erra aqui. Performances vocais... exalam um entusiasmo caloroso e as especificações técnicas não poderiam ser melhores. A trilha sonora tradicional e encorpada de Michael Giacchino é superlativa".
O filme foi incluído em uma série de listas de melhores filmes. Apareceu no ranking profissional da Empire baseado em avaliações retrospectivas, como um dos maiores filmes do século XXI. Várias publicações listaram Up como um dos melhores filmes de animação, incluindo: Entertainment Weekly (2009), IGN (2010), Time (2011), Business Insider, USA Today (ambas em 2018), Rolling Stone (2019), Esquire (2020), Parade, Time Out e Empire (todos em 2021). Em dezembro de 2021, o roteiro do filme foi listado em 33º lugar na lista dos "101 Maiores Roteiros do Século 21 (até agora)" do Writers Guild of America.

### Prêmios e indicações
Up concorreu no Oscar (2010), sendo indicado nas categorias Melhor Filme (Jonas Rivera), Melhor Roteiro Original e Melhor Edição de Som e vencendo nas categorias Melhor Filme de Animação (Pete Docter) e Melhor Trilha Sonora (Michael Giacchino). No Globo de Ouro (2010), o filme venceu nas categorias Melhor Trilha Sonora e Melhor Filme de Animação. O filme ainda ganhou o Annie Award de Melhor Direção em uma Produção de Longa-metragem e de Melhor Filme de Animação.